# Carl von Lietzen
Carl von Lietzen (Carl Lietzen före 1719), född 1663 i Åbo, död 5 april 1721, var en svensk lagman och häradshövding.

## Biografi
Lietzen var 1786 advokat i Åbo hovrätt och 1689 auditör i den finska armén. Han blev 1690 häradshövding i Årstads, Faurås och Himle härader. Han blev assessor i Göta hovrätt 1701. Han blev lagman i Ystads läns lagsaga 1718, i Gotlands lagsaga och i Hallands lagsaga 1721.. Han adlades 1719 men slöt själv sin ätt då han inte hade några söner.
Han var innehavare av Risa i Örsås socken.